# Personalunion

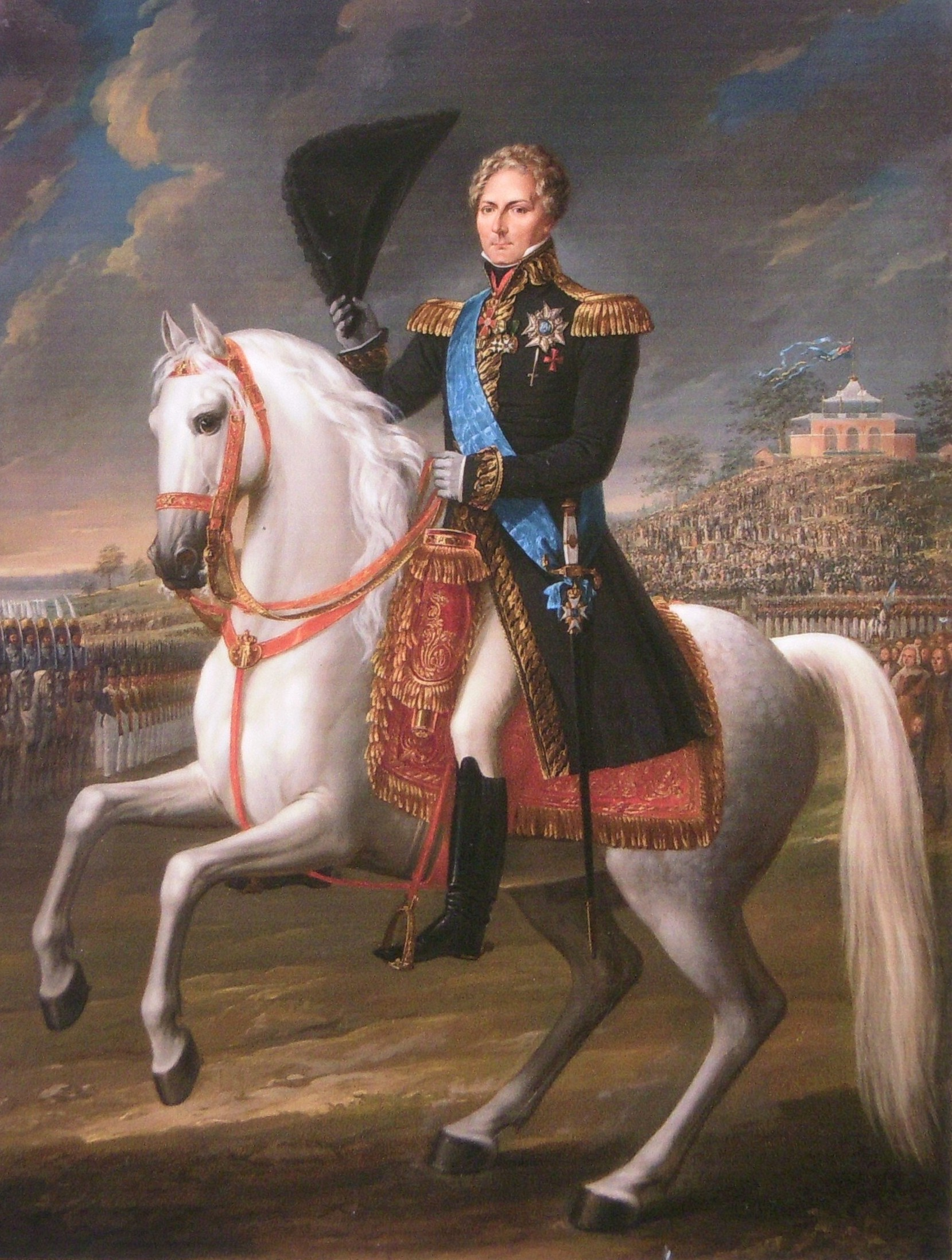
Karl XIV över Svenska riket

En personalunion är en union mellan två eller flera stater med gemensam statschef. Historiskt har flertalet personalunioner haft gemensam monark (kung, kejsare). I de fall detta har sin grund i arv kan de då även kallas dynastiska unioner. Graden av "jämlikhet" mellan de i personalunionen ingående länderna beror mycket på kungens maktbefogenheter. Personalunioner med gemensam president har knappt förekommit då stater med republikanskt statsskick vanligtvis har valda statschefer; i det moderna exemplet Andorra är Frankrikes president ex officio furste av Andorra och därmed landets monark.
Utöver den gemensamma statschefen behöver det inte förekomma några särskilda administrativa band mellan länderna och varje ingående land räknas som en självständig stat. En union av stater som inte bara delar gemensam statschef utan också gemensamma institutioner kallas realunion eller politisk union. Graden av institutionell integration och maktförhållandet mellan de ingående staterna i en sådan kan variera från fall till fall.

## Lista över personalunioner
Förteckningarna är inte kompletta.

### Nutida
- Frankrike och Andorra; den franske presidenten är formellt en av furstendömet Andorras två statschefer.
- Storbritannien som är en enhetsstat bildades som realunion ur två olika personalunioner: 1707 förenades kungarikena England (inklusive Wales) och Skottland till Kungariket Storbritannien, som i sin tur införlivade Kungariket Irland 1801 (sedan 1922 kvarstår endast Nordirland). Sedan 1931 är Storbritannien i personalunion med ett antal stater inom Samväldet, med kung Charles III som gemensam monark. Till en början de dåvarande dominierna Kanada, Australien, Nya Zeeland, Sydafrika och Irland. Senare har Irland och Sydafrika blivit republiker, medan andra stater tillkommit alltefter deras självständighet från Brittiska imperiet:
  - Samväldesriken: Antigua och Barbuda, Bahamas, Barbados, Belize, Grenada, Jamaica, Papua Nya Guinea, Saint Christopher och Nevis, Saint Lucia, Saint Vincent och Grenadinerna , Brittiska Salomonöarna och Tuvalu.
  - En särställning har kronbesittningarna Isle of Man samt Kanalöarna Jersey och Guernsey, som formellt är underställda den brittiska monarken, åtminstone angående relationer med andra länder, något som Hans Majestäts regering ansvarar för.

### Historiska
Rena personalunioner
- Danmark och Island, 1918–1944, under kung Kristian X.
- Kalmarunionen och Pommern-Stolp, under kung/hertig Erik av Pommern 1397–1439.
- Kalmarunionen och Oberpfalz, under kung/hertig (pfalzgreve) Kristofer av Bayern 1443–1448.
- Kungariket Storbritannien/Förenade kungariket Storbritannien och Irland och Kurfurstendömet Braunschweig-Lüneburg/Kungariket Hannover 1714-1837
- Sverige och Norge, 1319–1343; 1814-1905 (Svensk-norska unionen).
- Sverige och Mecklenburg, under kung/hertig Albrekt av Mecklenburg 1384–1389.
- Sverige och Polen-Litauen, under kung/storfurste Sigismund 1592–1599.
- Sverige och Pfalz-Zweibrücken, under kungarna, tillika hertigarna (pfalzgrevarna), Karl XI och Karl XII 1681–1718.
- Sverige och Hessen-Kassel, under kung/lantgreve Fredrik I 1730–1751.
- Ungern och Kroatien 1102–1918, se Pacta conventa.

Personalunioner som även varit realunioner
- Kalmarunionen, 1397–1523.
- Österrike-Ungern, 1867–1918.
- Storfurstendömet Finland–Tsarryssland, 1809–1917.
- Danmark-Norge, 1380–1814, blev en realunion efter hand.